# Хюбнер, Жорж
Жорж Хюбнер (фр. Georges Hübner; 12 марта 1971) — бельгийский учёный-финансист и шашист, соучредитель и научный руководитель «Gambit Financial Solutions» (компания, производящая программные решения для инвесторов по оптимизации инвестиционного портфеля и управления рисками).

## Спортивные достижения
- Чемпион Бельгии в 1997 и 1999 годах.
- Чемпион Бельгии в блице в 1990 и 1997 годах
- Чемпион Бельгии в быстрой программе 2000 и 2002

Участник чемпионат мира 1992 года (23 место), чемпионатов Европы 1992 (13 место) и 1995 (13 место) годов по международным шашкам. Мастер ФМЖД.

## Научная и бизнес деятельность
Жорж Хюбнер является профессором в нескольких университетах:
- профессор финансов в HEC-Management School при Льежском университете (англ.).
- адъюнкт-профессор финансов в Университете Маастрихта.
- приглашённый профессор в Школе Бизнеса EDHEC (англ.).
- приглашённый профессор в Брюссельской Школе экономики и менеджмента «Solvay» (англ.).

Является автором книг и научных статей по кредитному риску, хедж-фондам и инвестиционному портфелю. В 2009 и 2011 годах профессор Хюбнер был назначен бельгийским правительством в качестве одного из четырёх экспертов для анализа финансово-банковского кризиса и краха Dexia Group.